# Anyang Airport
Anyang Airport (kinesiska: 安阳豫东北机场, 安陽豫東北機場) är en flygplats i Kina. Den ligger i prefekturen Anyang Shi och provinsen Henan, i den centrala delen av landet, omkring 160 kilometer norr om provinshuvudstaden Zhengzhou.
Runt Anyang Airport är det tätbefolkat, med 762 invånare per kvadratkilometer. Närmaste större samhälle är Anyang, 5,5 km sydost om Anyang Airport. Runt Anyang Airport är det i huvudsak tätbebyggt.
Genomsnittlig årsnederbörd är 641 millimeter. Den regnigaste månaden är juli, med i genomsnitt 220 mm nederbörd, och den torraste är januari, med 5 mm nederbörd.